# Onthophagus kiuchianus
Onthophagus kiuchianus là một loài bọ cánh cứng trong họ Bọ hung (Scarabaeidae).